# Pseudomonas
Pseudomonas — рід бактерій типу протеобактерій, що включає кілька відомих патогенів рослин, наприклад P. syringae, опортуністичних патогенів людини, наприклад P. aeruginosa, ґрунтову бактерію P. putida, і деякі види, які викликають псування непастеризованого молока й іншої молочної продукції. Pseudomonads — дуже різноманітні за типом метаболізму, і тому можуть колонізувати широкий ряд екологічних ніш, хоча загалом відмічені як агенти псування і деградації. Починаючи з середини 1980-х років, члени Pseudomonas додаються до насіння зернових або застосовані безпосередньо до ґрунтів як шлях запобігання зростання патогенів рослин. Ця практика звичайно називається біоконтролем.
Члени Pseudomonas — грам-негативні паличкоподібні бактерії розміром близько 0,5-1,0х1,5-5,0 мікрон. Є аеробами, тобто використовують кисень як кінцевий акцептор електронів, у деяких випадках альтернативним акцептором електронів може слугувати нітрат, що забезпечує анаеробний ріст. Зазвичай хемоорганотрофи (деякі види — факультативні автотрофи, які як джерело енергії здатні використовувати Н2 або СО). Більшість мають один або кілька джгутиків і тому описуються як рухомі (здатні пересуватися місця на місце). У деяких видів можливе утворення латеральних джгутиків з коротшою довжиною хвилі. Багато з них можуть виробляти екзополісахариди, відомі як слиз. Секреція екзополісахаридів робить важким екзоцитоз представників роду білими кров'яними тільцями ссавців. Виробництво слизу також сприяє колонізації поверхонь в вигляді біофільмів, які важко видаляти з поверхонь, що використовуються для приготування їжі. P. fluorescens один з багатьох Pseudomonads, який виділяє великі кількості флюоресцентного, жовтий-зеленого сідерофора за умовами обмеженого вмісту залізу. Багато з Pseudomonadaceae здібні до створення цих флюоресцентних барвників, відомох разом як піовердіни і піоціаніни. Ріст Pseudomonas на гниючих продуктах може викликати «фруктовий» аромат.
Pseudomonas мають здатність метаболізувати різноманітні поживні речовини. Комбінуючи це із здатністю формувати біоплівки, вони можуть виживати в різноманітних несподіваних місцях. Наприклад, вони були знайдені в місцях виробництва фармацевтичної продукції. Простого вуглецевого джерела, наприклад залишків мила, достатньо для росту Pseudomonads. Інші маловірогідні місця, де вони були знайдені, включають антисептики, наприклад сполуки амонію і розлита по пляшкам питна вода. Будучи грам-негативними бактеріями, Pseudomonas spp. природно стійкі до пеніциліну і більшості бета-лактамових антибіотиків, але чутливі до таких антибіотиків як піперацилін, іміпенем, тобраміцин та ципрофлоксацин.
Здатність процвітати в жорстких умовах — результат структури їх клітинної стінки, яка містить поріни. Їх опір більшості антибіотиків приписується так званим ABC-транспортерам, які викачують деякі антибіотики до того, як вони встигають подіяти.
Pseudomonads може також рости в людському слуховому каналі, що заподіює пекучий біль. Він може лікуватися ціпрофлоксацином у формі вушних крапель, хоча це лікування не рекомендується для дітей.
Особливостями роду Pseudomonas, що використовуються у клінічному тестуванні, є: неутворення газу з глюкози, глюкоза окислюється у випробуванні на анаеробне дихання використовуючи тест Х'ю і Лейфсона, позитивні на каталазу і оксидазу, більшість виробляють розчинний у воді блакитний пігмент піоціанін, гемолітичні на агарі крові, позитивні на каталазу, негативні на інодол і метолове червоне, негативний тест Вождеса-Проскауера, на утворюють ксантомонадини. У багатьох видів накопичується як додаткове джерело вуглецю полі-β-гідроксибутират, який видно після фарбування суданом.
Представники цього роду бактерій потенційно корисні для біодеградації пластмасового сміття, так виділені з ґрунту мангрових зарощів штами здатні знищувати в лабораторних умовах близько 20 % маси поліетилену за місяць. Пізніше виділені штами дозволили підняти швидкість деградації до понад 40 % за місяць.